# Sequehart British Cemetery No.2
 Sequehart British Cemetery No.2 is een Britse militaire begraafplaats met gesneuvelden uit de Eerste Wereldoorlog, gelegen in het Franse dorp Sequehart (departement Aisne). De  begraafplaats werd ontworpen door William Cowlishaw en ligt in het centrum van het dorp achter de gemeentelijke begraafplaats op 120 m ten noorden van de Église Saint-Quentin. Ze is via deze kerk en de Sequehart British Cemetery No.1 bereikbaar. Ze heeft een smalle rechthoekige vorm met een oppervlakte van 397 m² en is omgeven door een natuurstenen muur. Het Cross of Sacrifice staat centraal in de oostelijke helft van de begraafplaats. De begraafplaats wordt onderhouden door de Commonwealth War Graves Commission.
Er worden 62 slachtoffers herdacht waaronder 4 niet geïdentificeerde.

## Geschiedenis
Na een strijd van drie dagen werd het dorp op 3 oktober 1918 veroverd door het 5th/6th Royal Scots en de 15th Highland Light Infantry (32nd Division). De begraafplaats werd na de gevechten in oktober 1918 aangelegd. Alle slachtoffers sneuvelden in de eerste tien dagen van deze maand.

## Onderscheiden militairen
T.R. Brown, sergeant bij het Dorsetshire Regiment en R.D. Thomson, soldaat bij het 5th/6th Bn.Royal Scots werden onderscheiden met de Military Medal (MM).